# U2-es metróvonal (Bécs)
Az U2-es metróvonal (eredeti német nevén U-Bahnlinie 2) a bécsi metróhálózat egyik tagja, Karlsplatzot köti össze Bécs legnagyobb stadionjával, az Ernst Happel Stadionnal és a Duna túloldalán lévő Aspern városrésszel. Sorrendben nem ez a metró épült másodiknak. Eredetileg földalatti villamosok jártak a ring melletti utcákban 1980-ig. Ezt a szakaszt hívták a bécsiek Zweierliniének, azaz kettesek vonalnak. A villamosalagutat végül átépítették metróalagúttá, amelyen elindult az U2-es metró. A vonalat fokozatosan hosszabbították meg keleti irányba, utoljára 2013-ban. A jelenlegi tervek szerint az U5-ös metróhoz kapcsolódóan a metró alsó részét más irányba fogják terelni és a régi alagútjában megindul az új U5-ös metróviszonylat. A beruházás miatt 2021 májusától a Karlsplatz helyett ideiglenesen csak a Schottentor állomástól indult, 2024. december 6-ától pedig ismételten teljes szakaszon közlekedik a járat.
A vonal színe: lila.

## Történet

### Az U2-es metró elődje, a földalatti villamos

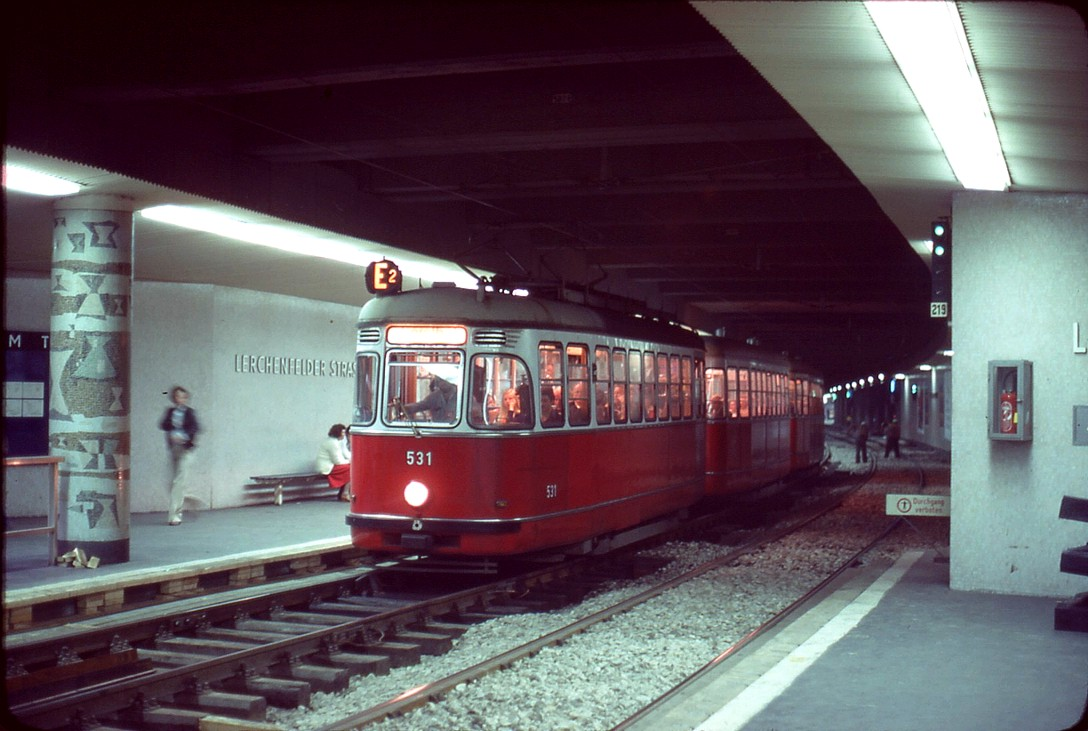
Villamos a mai metróalagútban, 1978-ban

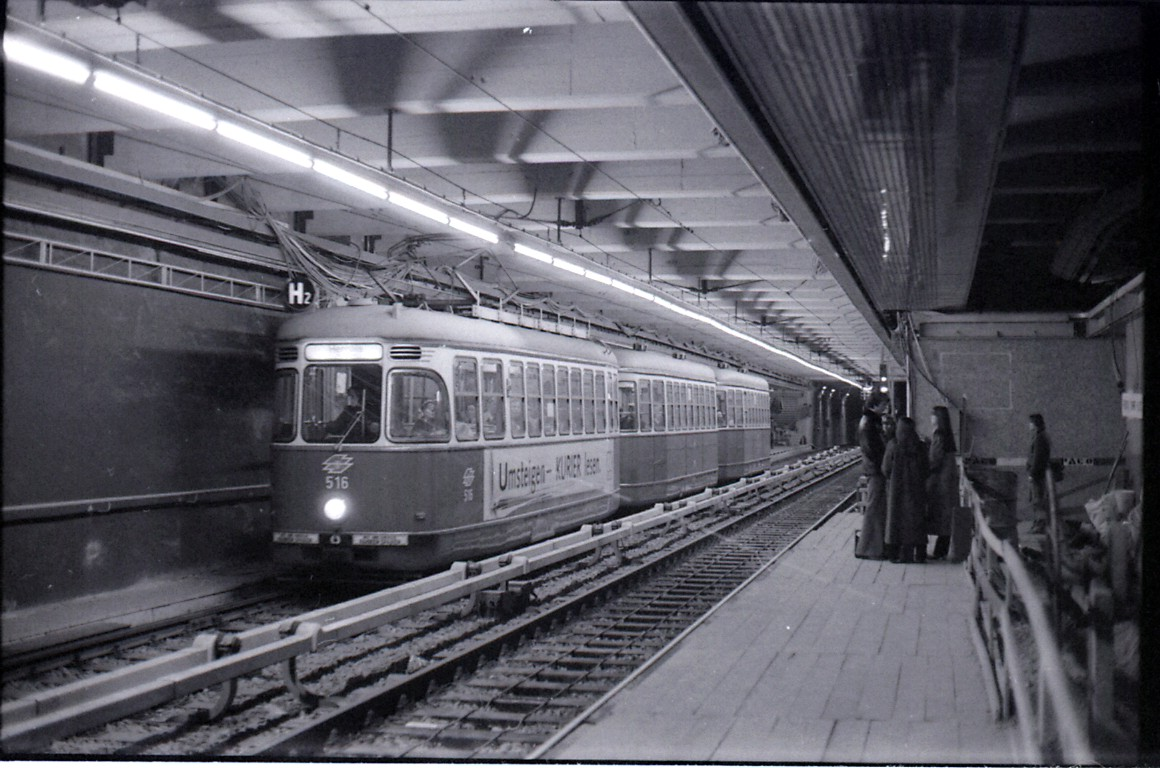
A földalatti villamos az utolsó évében. Itt már látható a metróépítés jele, hogy kiépítették a harmadik sínt

Bécsben gyakori, hogy a metrót egykori városi vasutak helyére építik. Így épült meg az U2-es metróvonal is ami a Schottentor és Karlsplatz közötti Földalatti Villamos (németül: Unterstraßenbahn rövidítve: USTRABA vagy U-Straßenbahn) alagútját felhasználva jött létre.
Az 1950-es évekre a villamos egyre népszerűtlenebb lett és az autósforgalom is megnőtt. Így aztán tervek születtek a klasszikus ma is használt metró építéséhez. Ám abban az időben ilyen kisebb fővárosoknak mint Bécs nem volt olyan anyagi háttere hogy egy ma is használt metrót építsen meg, így aztán több kísérletet is indítottak amely közül a legsikeresebb a brüsszeli PreMetro mintájára létrehozott Földalatti villamos (USTRABA) lett, és Bécsben két földalatti villamosalagutat is építettek.
A mai U2-es metró szempontjából a Ring melletti, vele koncentrikusan épült alagút fontos. Az utcaszint alatti alagutat kezdetben a Karlsplatz és a Mariahilfer Straße között akarták megépíteni, ám végül Landesgerichtig meghosszabbítva építették. Az 1,8 km hosszú alagút 1966. október 8-án nyílt meg a villamosok számára, és a felette közlekedő három villamosviszonylatot, az E2, H2 és G2 vonalakat belevezették ide, valamint a 2-es indexszám miatt az alagútnak Zweierlinie becenevet adták. Ezzel vette kezdetét a mai U2 története.
A villamosokra méretezett alagútban évekig más közlekedési eszköz nem is közlekedett, de már egyre inkább készültek egy lehetséges metróhálózat tervei. 1968-ban be is mutatták a város metróhálózatának terveit, ez tartalmazta ezt az alagutat is mindkét irányban kibővítve. A metróépítés az 1970-es években kezdődött az U1-es vonal építésével, valamint az U4-es vonal metróvá átépítésével. Ekkor még egyes vélemények szerint az új U2-es metrót jobb lett volna Hernals irányába építeni. Ugyan végül nem ez a variáció valósult meg, de helyette előálltak egy Hernalshoz vezető metróvonal tervével. Ennek még később jelentősége lesz.
A „külső Ring” alatti földalatti villamost végül 1980. június 28-án megszüntették a metró kiépítése céljából, és az alagutat mindkét irányban meghosszabbították.
Északi irányban Schottentor és Schottenring (rakpart irányába) hosszabbították meg, de a Hernalsi leágazást már beletervezték egy későbbi esetleges metrónak.

### Az U2-es metróvonal megépülése

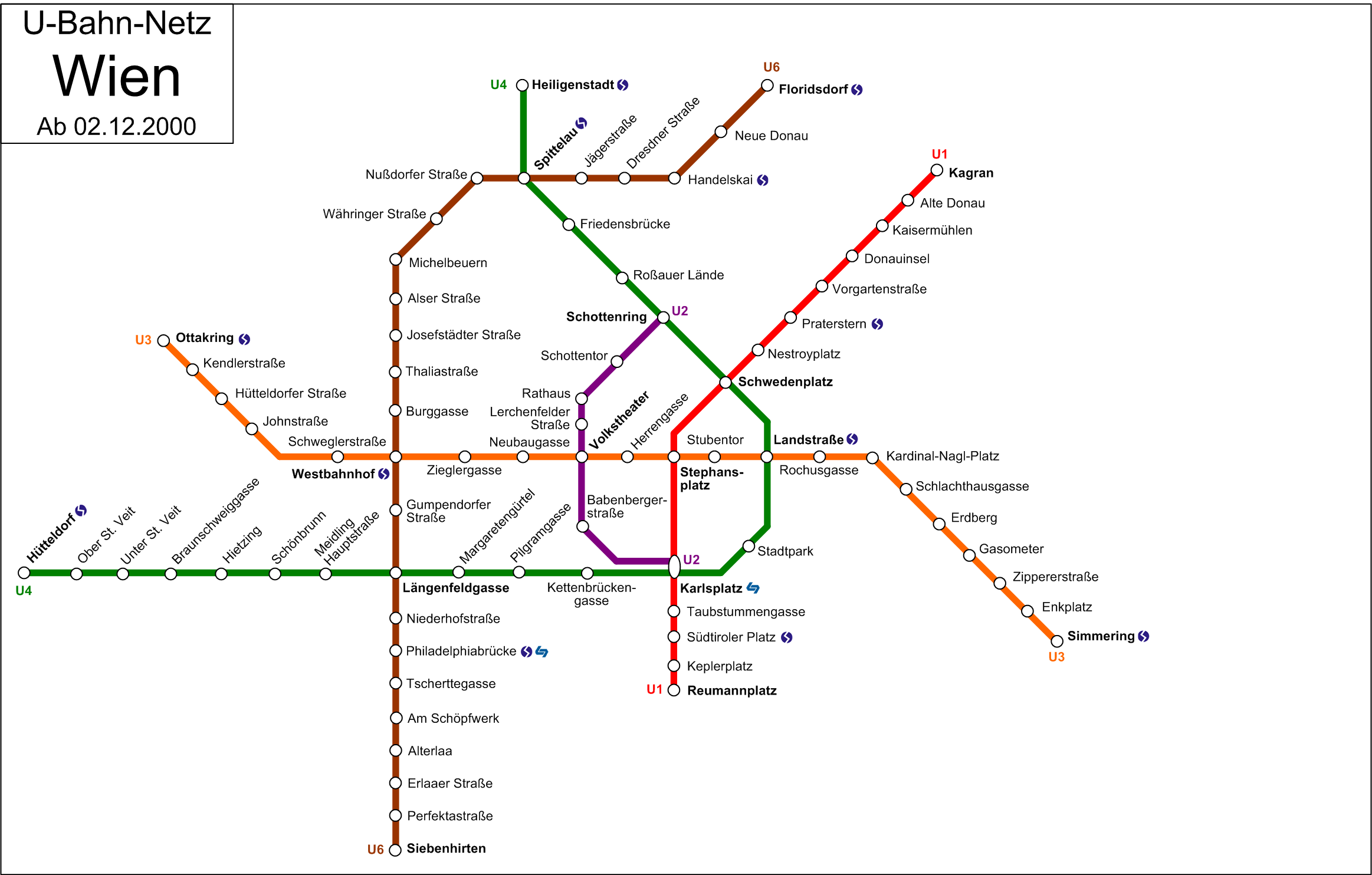
A metróhálózat 2000-ben, látható hogy a többi vonalhoz képest az U2-es egészen rövid

A villamosalagút átalakításából 1980-ban megszületett Bécs harmadik metróvonala, aminek a villamosalagút „kettesek vonala” beceneve után a 2-res számot adták. Az utasforgalomnak 1980. augusztus 28-án adták át az új metrót, mindössze 3,4 km hosszúságban. A vonal ekkor még csak hét megállót tartalmazott, Karlspaltz, Museumsquartier, Volkstheater, Lerchenfelder Straße, Rathaus, Schottentor és Schottenring állomásokat.

A metró megnyitása után előjött az a probléma, hogy a pálya eredetileg villamosra volt méretezve, nem metróra. A megállók közötti távolság túl kicsi volt, a szerelvények fel sem tudtak rendesen felgyorsítani nagy sebességre. A menetidő rövidítése érdekében 2003-ban Lerchenfelder Straße megállót egyszerűen megszüntették, de a többi állomásköz ugyanúgy rövid maradt. Az U2 az 1980-as átadásától kezdve még évtizedekig ugyanazon a rövidke C alakú útvonalon haladt Karlsplatz és Schottenring végállomások között, melyek már akkor is a U4-es metró által is kiszolgáltak voltak .
Schottenring megállót úgy építették, hogy az U4-es metróvonallal összeköthetővé váljon az U2-es. Ezt később megvalósították, ugyanis létrejött egy U2/U4 viszonylat. Ez a körbehaladó viszonylat (Karlsplatz–Schottenring – majd az U4 vonalán Hütteldorf irányába, Karlsplatz érintésével Hietzingig) a gyakorlatban azonban nem működött, így három hét után megszüntették.

### Hosszabbítás a Stadionig

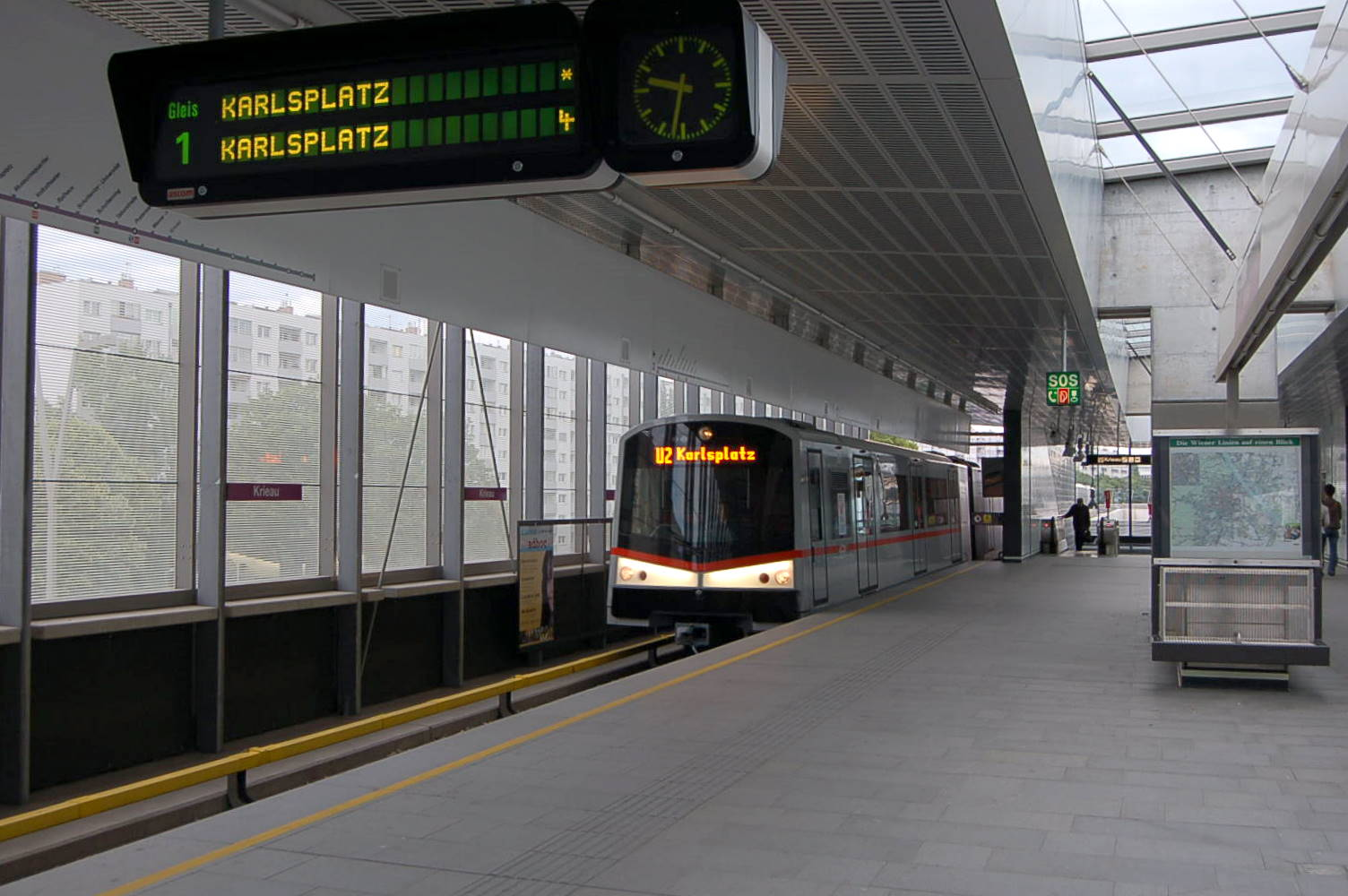
A 2008-an átadott Krieau állomás

A rövidke metróvonal továbbépítéséről több terv is született, melyek csak 1998-ra konkretizálódtak. Akkoriban viszont az U3-as és az U6-os vonalakat építették, így az U2-es metróvonal háttérbe szorult. A 2000-es évekre viszont végre nekiláttak a meghosszabbítás előkészítésének, mint például átépítették Schottenring végállomást, hogy a metrót tovább tudják vezetni.

A több terv közül végül az Ernst Happel Stadionhoz vezetőt valósították meg, hiszen 2008-ban ott rendezték meg a a labdarúgó Európa-bajnokságot és még szükségesebbé vált, hogy a Stadion metróval is elérhető legyen. Az utasoknak 2008. május 10-én nyílt meg a metró, valamint még ebben az évben megszüntették a párhuzamos 21-es villamost. A hosszabbítással Schottenring megszűnt, mint végállomás és lehetőség nyílt a Stadiontól a későbbiekben még tovább építeni a metrót.

### Továbbhosszabbítás a Stadiontól Aspernstraßeig, majd Seestadtig

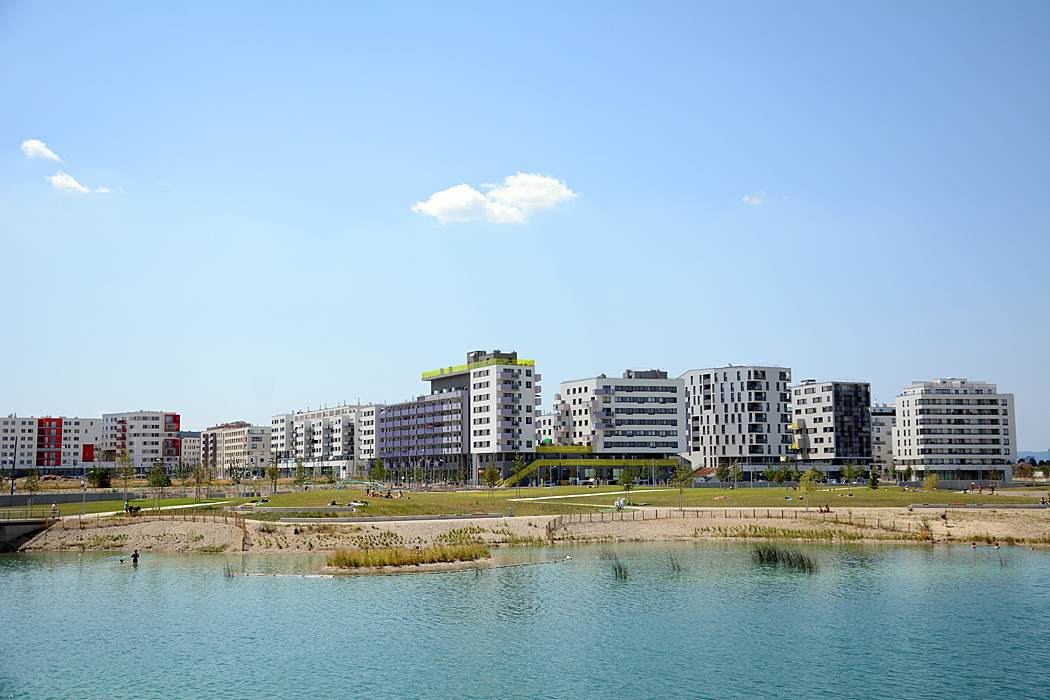
Seestadt házai 2015-ben. Ennek a zöldmezős beruházásként épülő lakóövezet közlekedésének ellátására hosszabbodott idáig az U2-es metró. A képen látható terület már beépült, de a pálya nagyrészt még mindig a búzatáblában vezet

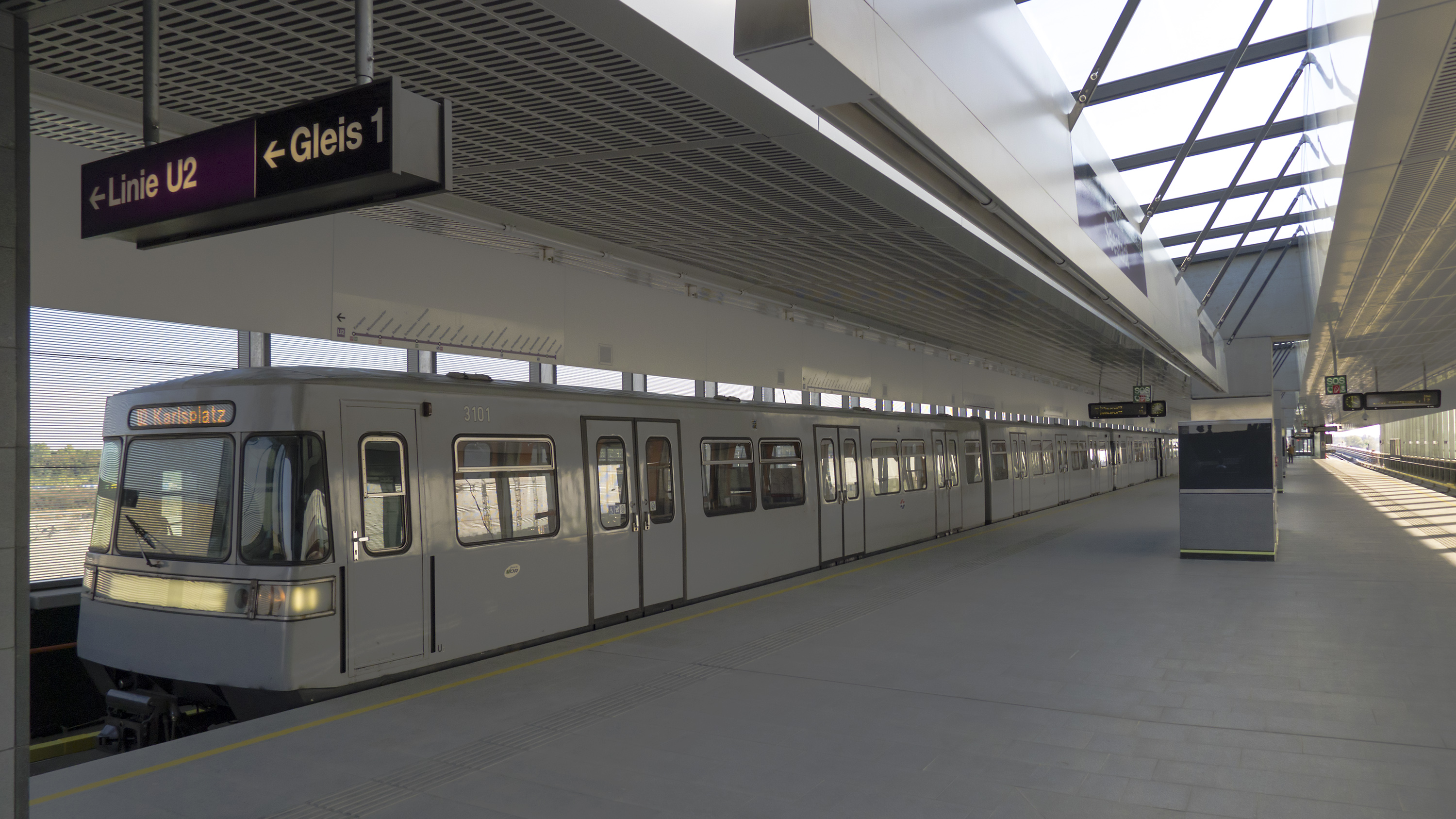
Szerelvény az új Seestadt végállomáson

Az U2-es metróvonalat 2010-ben egy újabb szakasszal toldották meg. Ez a Stadiontól Aspernstraßig tartott 5,3 km hosszan. A pályát végig magas vezetésűként építették meg, és egy Duna fölötti híddal is rendelkezik, a Donaustadtbrückevel, így az U1 és U6 után ez a harmadik olyan metróvonal Bécsben, ami átmegy a Dunán. A hosszabbítás 490 millió euróba került.
A nemrég meghosszabbított pályát hamarosan, 2013-ban újabb szakasszal toldották meg Seestadtig. Seestadt-Aspern egy épülő városrész, amit egy hatalmas projekt keretében épít meg a város. A majdani lakónegyed közlekedésének ellátására hosszabbodott meg a metró idáig, gondolva a későbbi nagy közlekedési igényekre. A hosszabbítás 4,2 km hosszúságban épült ki, 4 új állomással, ám ebből csak hármat adtak át, egy félkész.

### Jelen
Az U2-es metró a seestadti hosszabbítás óta a város harmadik leghosszabb metróvonala, ám kihasználtsága nem éppen erre utal. A pálya felső része a még igencsak épülő Seestadt városrészbe vezet, ahol a metró mellett leginkább még csak a szántóföld van. Az alacsony kihasználtság miatt eleve csak minden második járat megy ki az új végállomásig, a többi betétjáratként csak Aspernstraßeig közlekedik.

A vonal másik végének helyzete szintén nem a legjobb, ez a C betűt formáló, visszakanyarodó rész még mindig őrzi az egykori Zweierlinie hagyatékát, a rövid állomásközöket, illetve itt a metróval egy hosszú szakaszon át van párhuzamos villamosközlekedés. A bécsi metró következő nagy projektje így ezt a szakaszt célozza meg.

### Tervek a jövőre

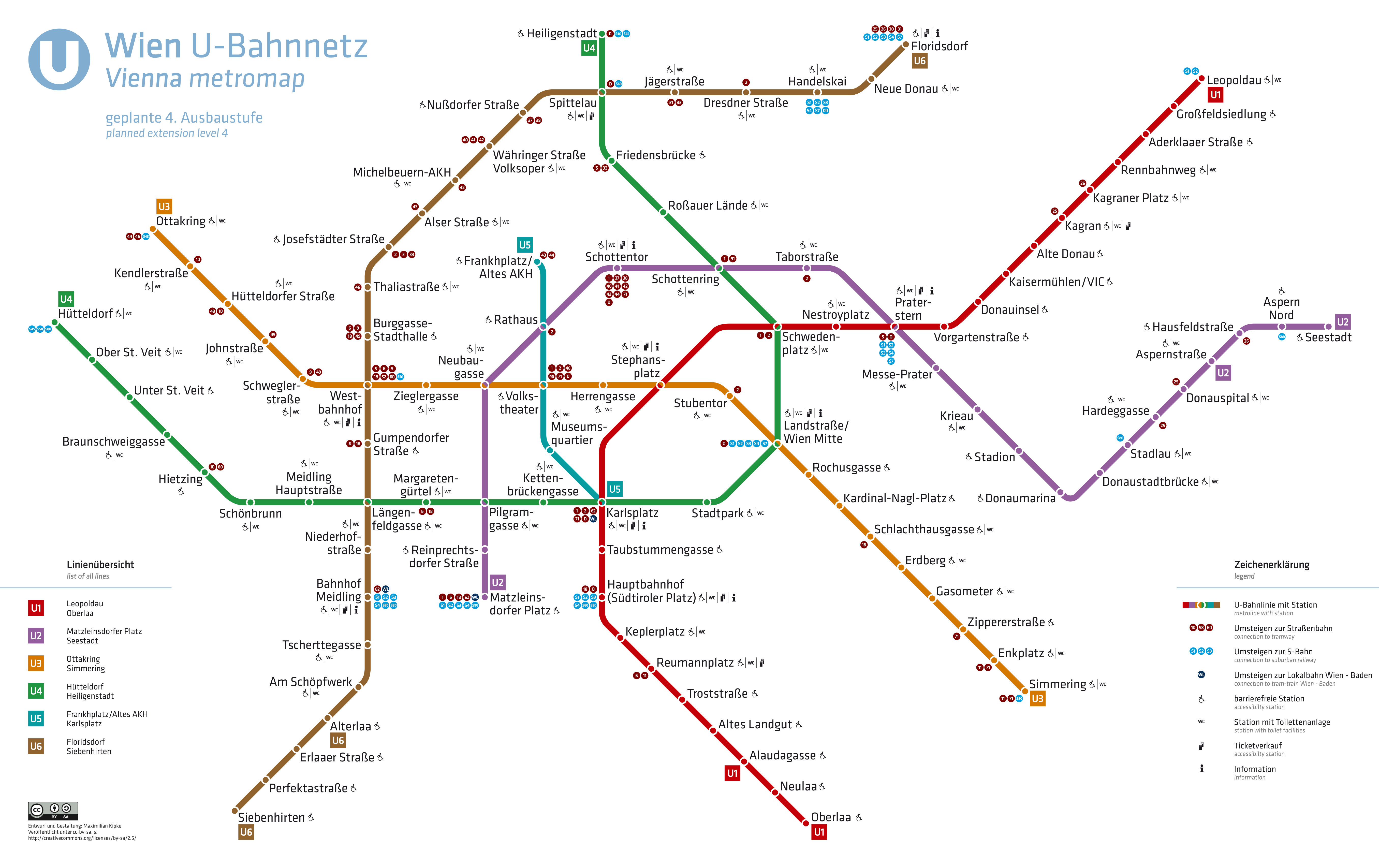
A tervek szerint 2030-ra így fog kinézni a bécsi metrótérkép: Az U2-es metrót Rathaustól más irányba viszik és a kieső szakaszon és annak meghosszabbításában beindul az U5-ös metróvonal. A két viszonylat között átszállópont Rathaus megállónál fog épülni.

Az U2-es fentebb említett alsó részét egy nagy projekt keretében alakítják át, egy új metróviszonylat átadásával, ami az U5-ös jelzést fogja kapni.
A jelenlegi U2-es metrónak a Rathaus és Karlsplatz közötti ága megszűnik és Rathaus után másik irányban Matzleinsdorfer Platz felé fog továbbhaladni, vagyis Karlsplatz, Museumsquartier és Volkstheater állomások már nem fognak az U2-es metróhoz tartozni. Az U2-es metró felhagyott szakaszán a város hatodik metróviszonylata, az U5-ös fog közlekedni, ami Karlsplatz és Rathaus között a mai U2-es metró alagútjában, utána a Hernals felé épülő új szakaszon jár majd. Itt érdemes visszaemlékezni, hogy a U2-es metró tervezésénél egyesek az U2-nek egy nagyságrendekben pont ilyen vonalvezetést javasoltak, ami most az U5 személyében megépül, valamint külön öröm, hogy az U2-es metró alagútjába már eleve beletervezték a Hernalsi leágazást. 
Az építkezés 2018-ban indult, az U5 első szakaszának átadása 2026-ra várható. Ezt követően az U2 és az U5 közösen közlekedik Karlsplatz és Rathaus között, a Rathaus megállótól az U5 Frakhplatzig, az U2 pedig Seestadtig közlekedik. A közös szakasz megszűnése és az U2 Rathaus–Matzleinsdorfer Platz közötti meghosszabbítása 2030-ra várható.

### Összefoglaló táblázat
| Év          | Végállomások              |
| ----------- | ------------------------- |
| 1980 – 2008 | Karlsplatz ↔ Schottenring |
| 2008 – 2010 | Karlsplatz ↔ Stadion      |
| 2010 – 2013 | Karlsplatz ↔ Aspernstraße |
| 2013 –      | Karlsplatz ↔ Seestadt     |

| A metróvonal hossza | A metróvonal hossza | A metróvonal hossza | A metróvonal hossza | A metróvonal hossza |
| ------------------- | ------------------- | ------------------- | ------------------- | ------------------- |
| Év                  |                     |                     |                     | Hossz               |
| 1980.08.03.         | 1980.08.03.         |                     | 3,4 km              | 3,4 km              |
| 2008.05.10.         | 2008.05.10.         |                     | 7,3 km              | 7,3 km              |
| 2010.10.02          | 2010.10.02          |                     | 12,6 km             | 12,6 km             |
| 2013.10.05          | 2013.10.05          |                     | 16,8 km             | 16,8 km             |
|                     |                     |                     |                     |                     |

## Járművek
A vonalon U11, U2, 2008 óta V, valamint 2024 óta X típusú járművek is közlekednek. Mindegyik szerelvény 6 kocsiból áll. Nincsenek kifejezetten erre a vonalra álladósított járművek. A kocsikiadást az U3-as metró vonalán lévő Erdberg kocsiszín végzi, de Seestadtnál is van egy kisebb tárolóállomás. 

A vonal teljes egészén az LZB vonatbefolyásoló-rendszer működik.

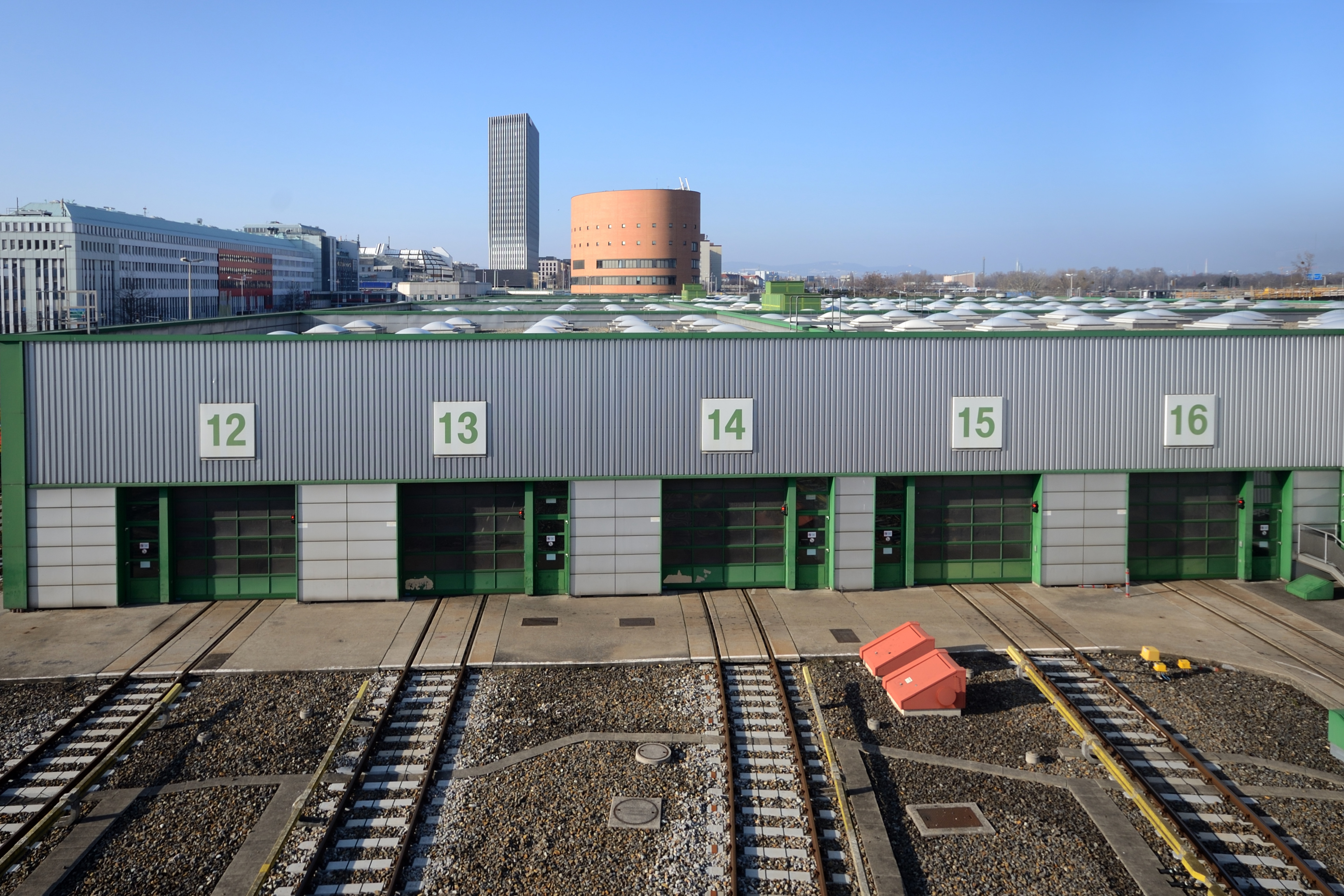
Erdberg kocsiszín
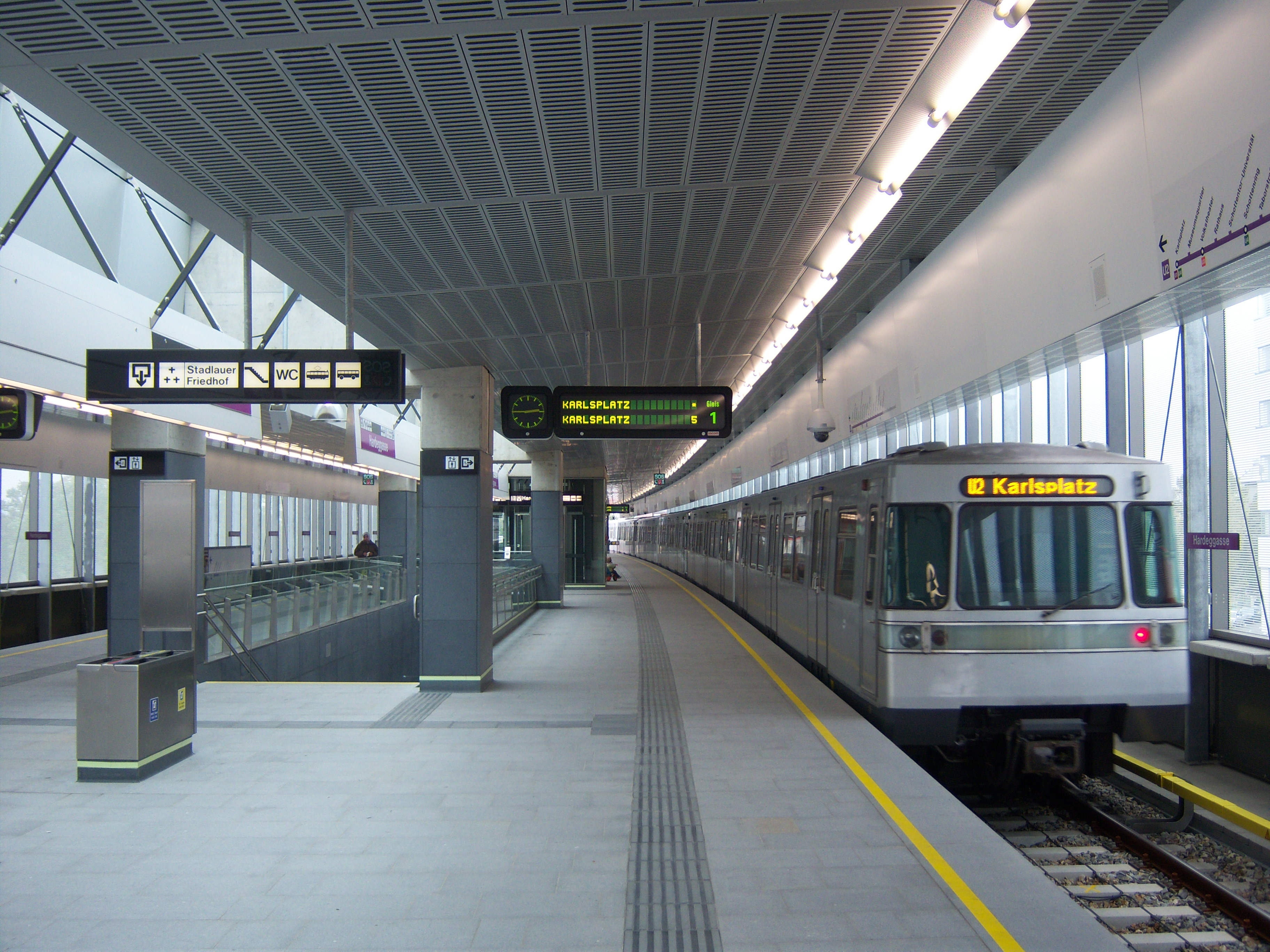
U11 típus
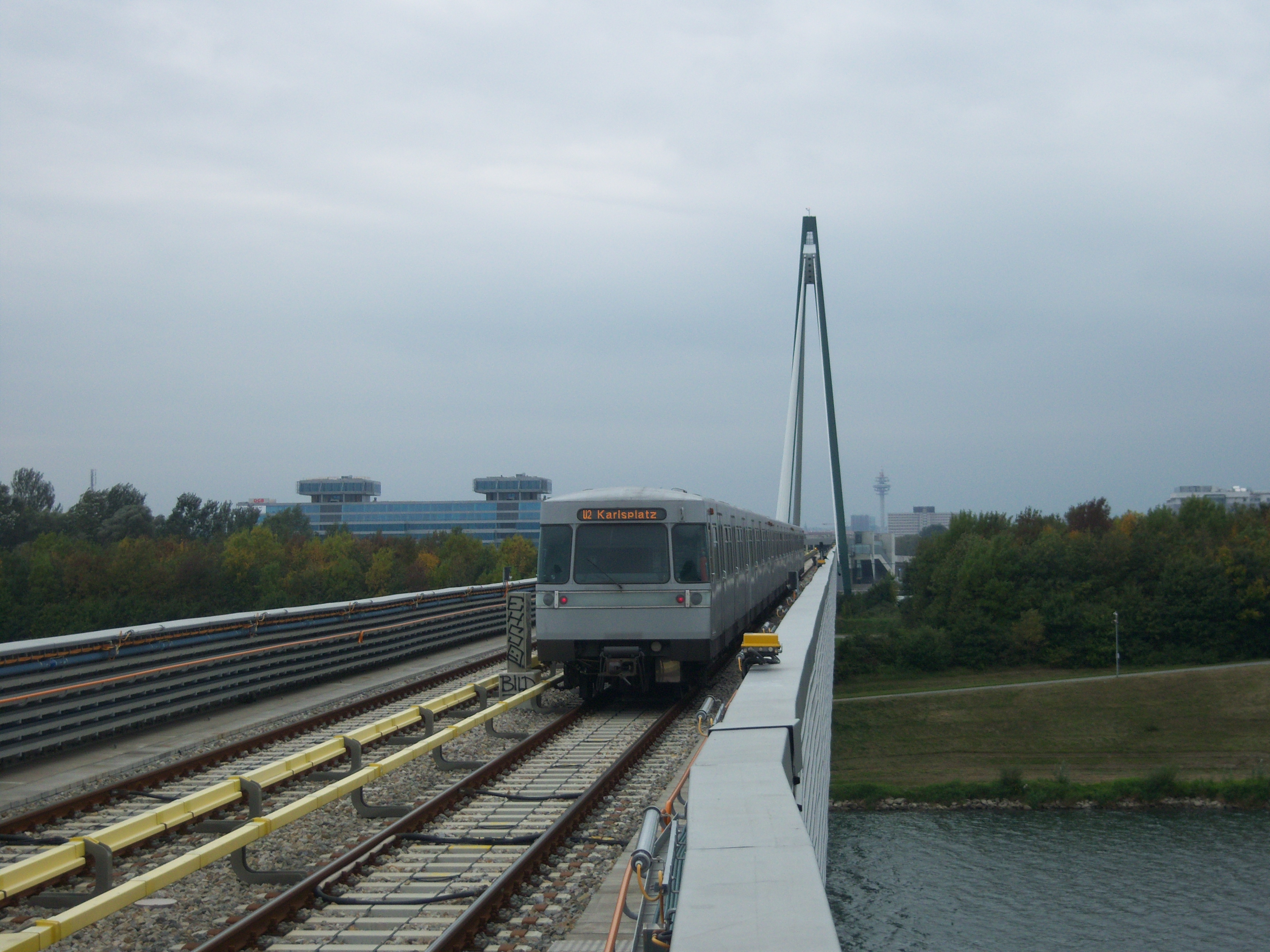
U2 típus
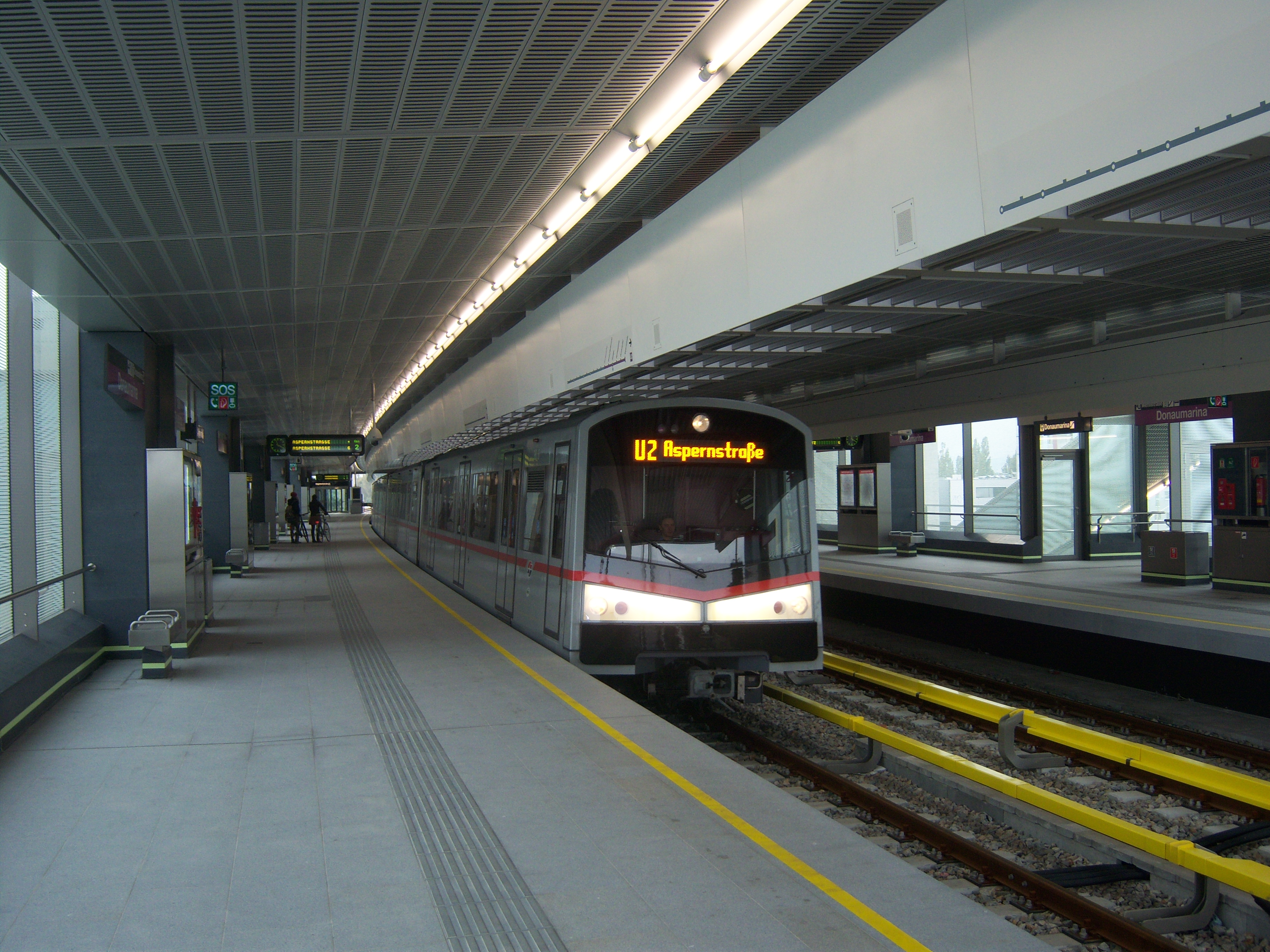
V típus

## Állomáslista és átszállási kapcsolatok
Az U2/U5 beruházás miatt az U2-es útvonala 2021. májusa és 2024. december 6. között Schottentor állomásig rövidült, tovább Karlsplatzig az U2Z villamos közlekedett helyette. Egyes időszakokban minden második szerelvény csak Aspernstraße megállóig közlekedik.
| U2 (Karlsplatz ◄► Seestadt)     | U2 (Karlsplatz ◄► Seestadt)                    | U2 (Karlsplatz ◄► Seestadt)     | U2 (Karlsplatz ◄► Seestadt)                       | U2 (Karlsplatz ◄► Seestadt)                                        |
| U2 (Karlsplatz ◄► Aspernstraße) | U2 (Karlsplatz ◄► Aspernstraße)                | U2 (Karlsplatz ◄► Aspernstraße) | U2 (Karlsplatz ◄► Aspernstraße)                   | U2 (Karlsplatz ◄► Aspernstraße)                                    |
| Perc (↓)                        | Állomás [magyar név]                           | Perc (↑)                        | Kötöttpályás átszállási kapcsolatok               | Fontosabb létesítmények                                            |
| ------------------------------- | ---------------------------------------------- | ------------------------------- | ------------------------------------------------- | ------------------------------------------------------------------ |
| 0                               | Karlsplatz (Kärntner Ring; Oper) [Károly tér]  | 30                              | U1 , U4 Wiener Lokalbahn D, 1, 2, 62, 71          | Károly tér; Szent Károly templom; Operaház; Ring (körút)           |
| 2                               | Museumsquartier [Múzeumnegyed]                 | 28                              |                                                   | Szépművészeti Múzeum; Természettudományi Múzeum Mariahilfer Straße |
| 3                               | Volkstheater Dr.-Karl-Renner-Ring [Népszínház] | 27                              | U3 48A 1, 2, 46, 49, 71, D                        | Népszínház; Várkert (Burggarten)                                   |
| 5                               | Rathaus [Városháza]                            | 25                              | 2                                                 | Városháza (Rathaus); Parlament                                     |
| 7                               | Schottentor [Skót kapu] végállomás             | 23                              | 1, 37, 38, 40, 41, 42, 43, 44, 71, D, U2Z 1A, 40A | Bécsi Egyetem főépülete; Tőzsde                                    |
| 8                               | Schottenring [Skót körút]                      | 22                              | U4 1, 31, U2Z 3A                                  | Ferenc József-rakpart                                              |
| 9                               | Taborstraße                                    | 21                              | 2 5B                                              |                                                                    |
| 11                              | Praterstern [Prátercsillag]                    | 19                              | U1 S1 , S2 , S3 , S4 , S7 5, O 5B, 80A, 82A       | Práter; Óriáskerék (Riesenrad) Wien Praterstern vasútállomás       |
| 13                              | Messe-Prater [Piac - Práter]                   | 17                              | 82A                                               | Práter; Óriáskerék (Riesenrad)                                     |
| 14                              | Krieau                                         | 16                              | 82A                                               |                                                                    |
| 15                              | Stadion                                        | 15                              | 11A, 77A                                          | Ernst Happel Stadion                                               |
| 17                              | Donaumarina                                    | 13                              | 77A, 79A, 79B                                     | Duna                                                               |
| 18                              | Donaustadtbrücke [Dunavárosi híd]              | 12                              | 92A, 92B, 93A                                     | Duna-sziget, Duna                                                  |
| 20                              | Stadlau                                        | 10                              | S80 86A, 87A, 94A                                 |                                                                    |
| 21                              | Hardeggasse                                    | 9                               | 25 92A, 95A, 96A                                  |                                                                    |
| 23                              | Donauspital [Duna kórház]                      | 7                               | 25 95A                                            |                                                                    |
| 24                              | Aspernstraße vonalközi végállomás              | 6                               | 22A, 26A, 84A, 93A, 97A, 98A                      |                                                                    |
| 26                              | Hausfeldstraße                                 | 4                               | 26 85A, 95B, 97A                                  |                                                                    |
| 28                              | Aspern Nord [Aspern észak]                     | 2                               | S80 84A, 89A, 95A, 99A, 99B                       |                                                                    |
| 30                              | Seestadt [Tóváros] végállomás                  | 0                               | 84A, 88A, 88B                                     |                                                                    |

## Galéria

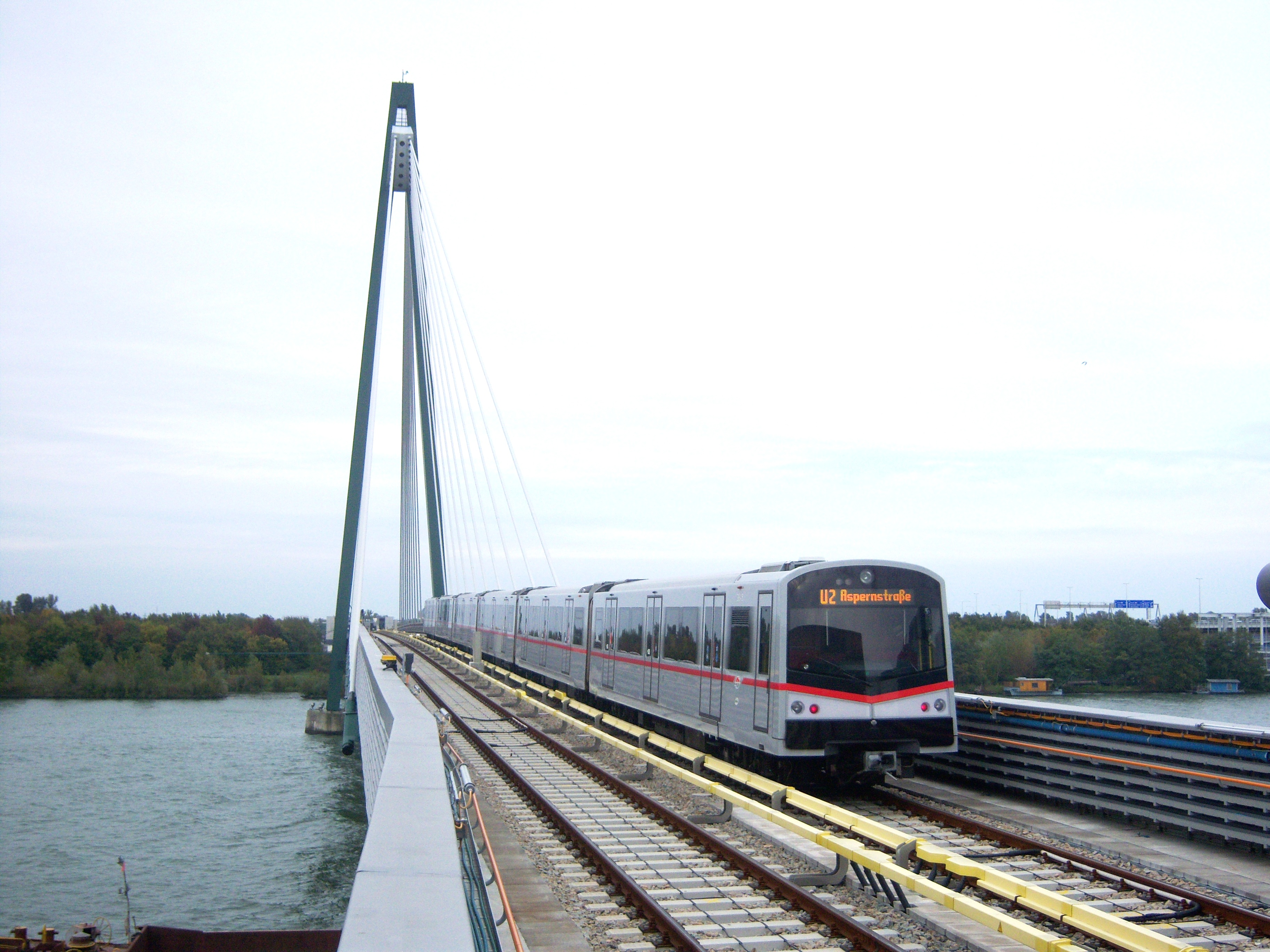
Donaustadtbrücke, a Duna fölötti metróhíd
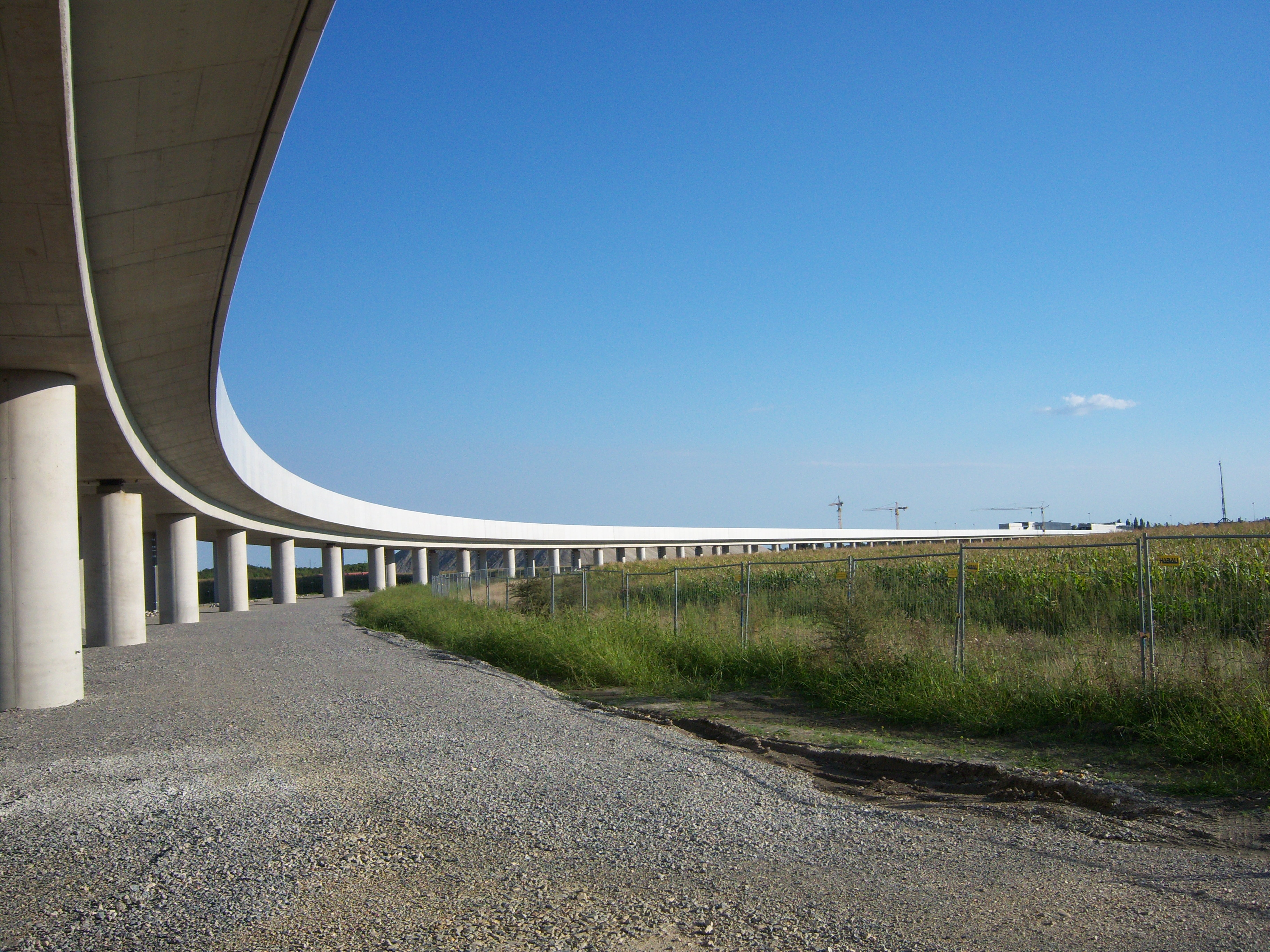
A pálya Krieau megállótól Seestadtig magasvezetésben épült
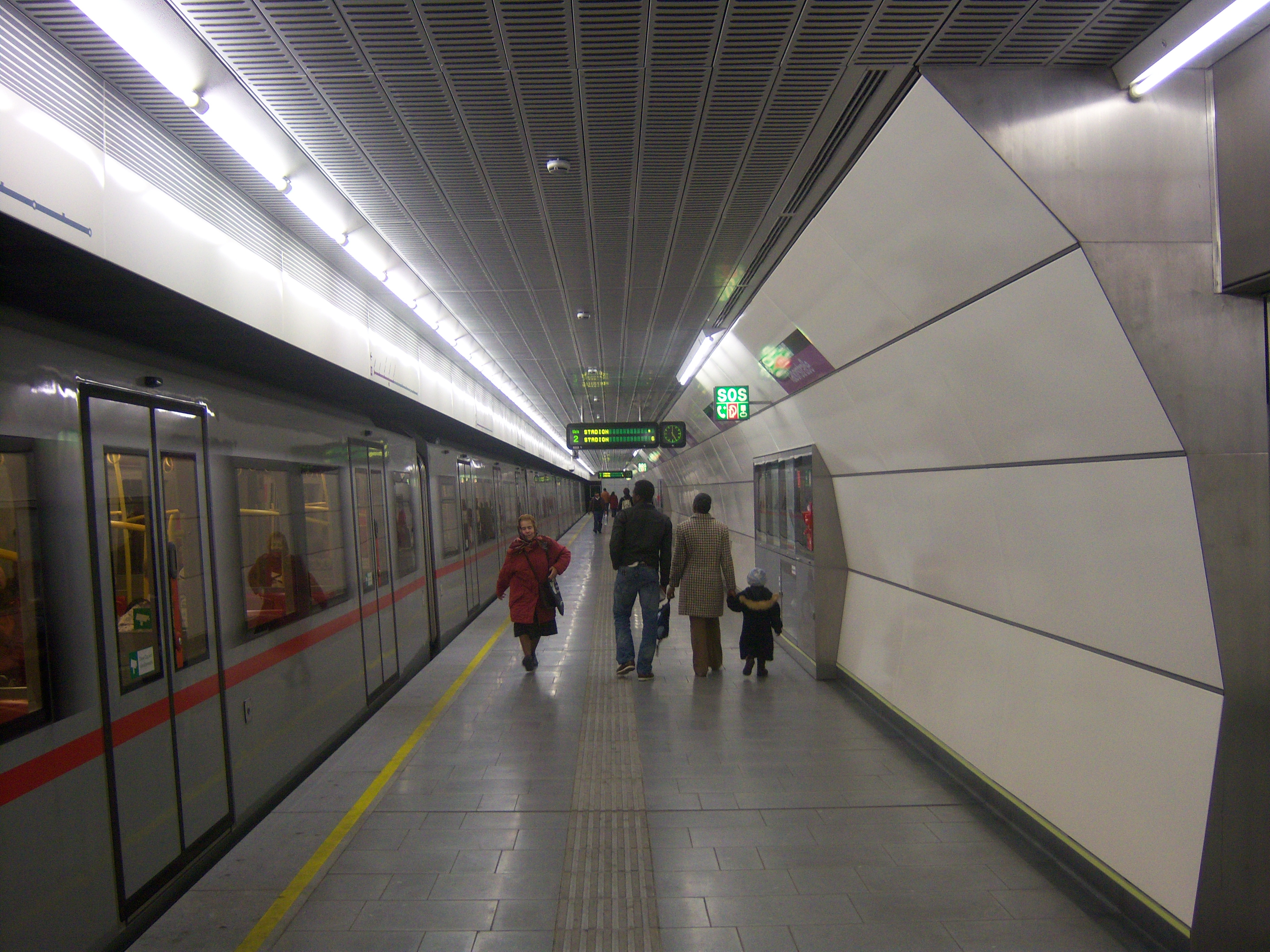
Taborstraße
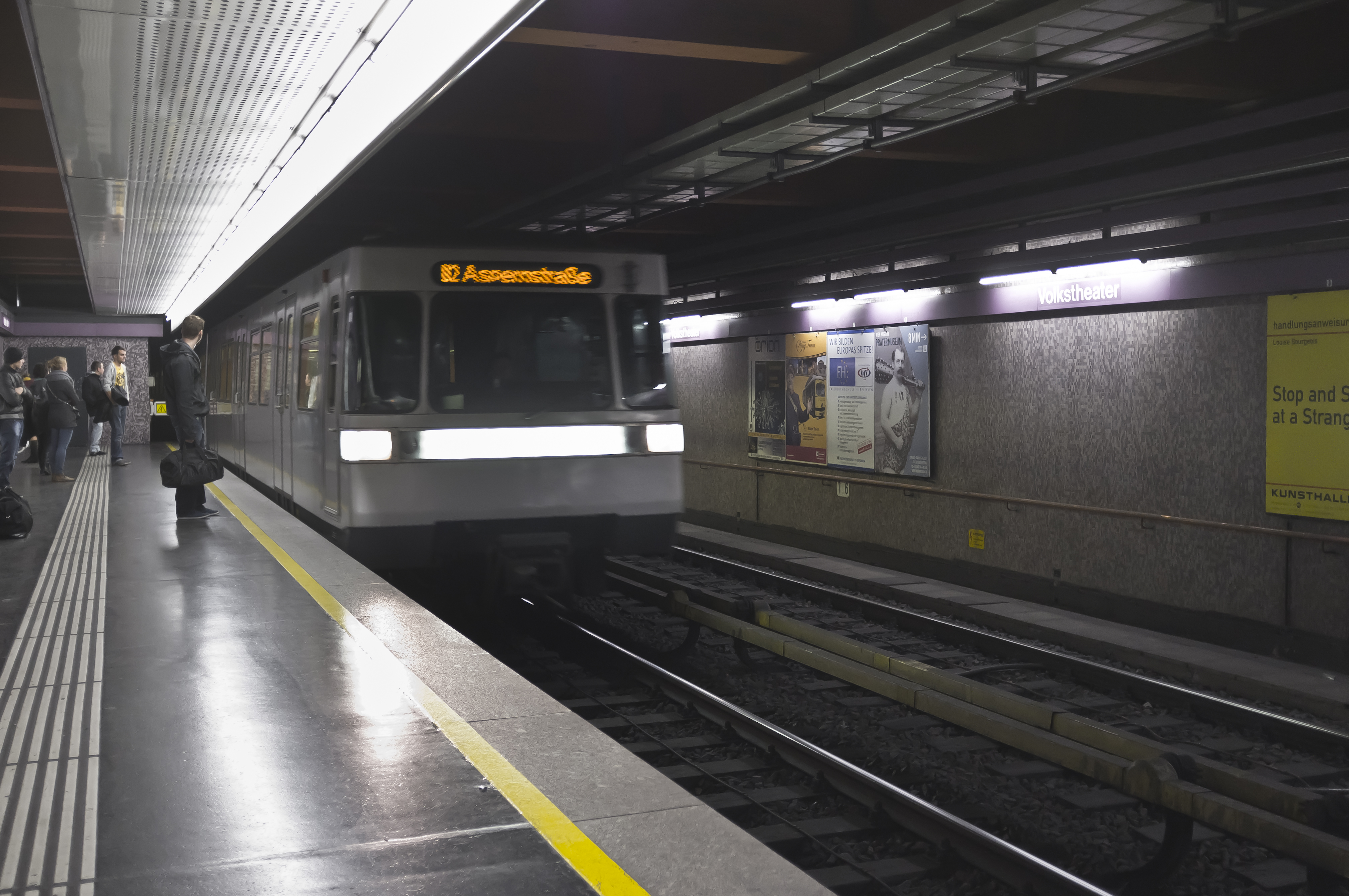
Volkstheater
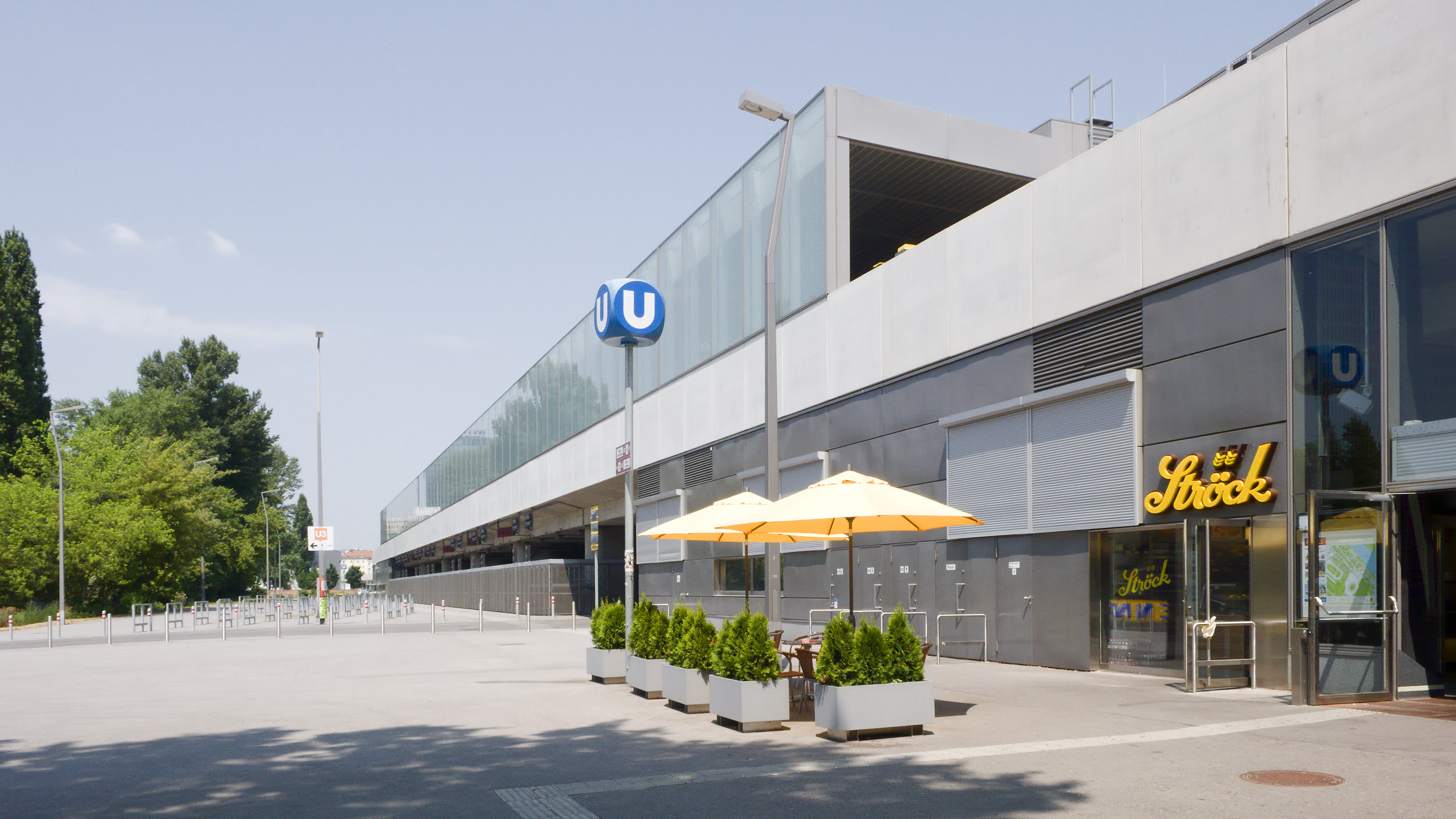
Stadion
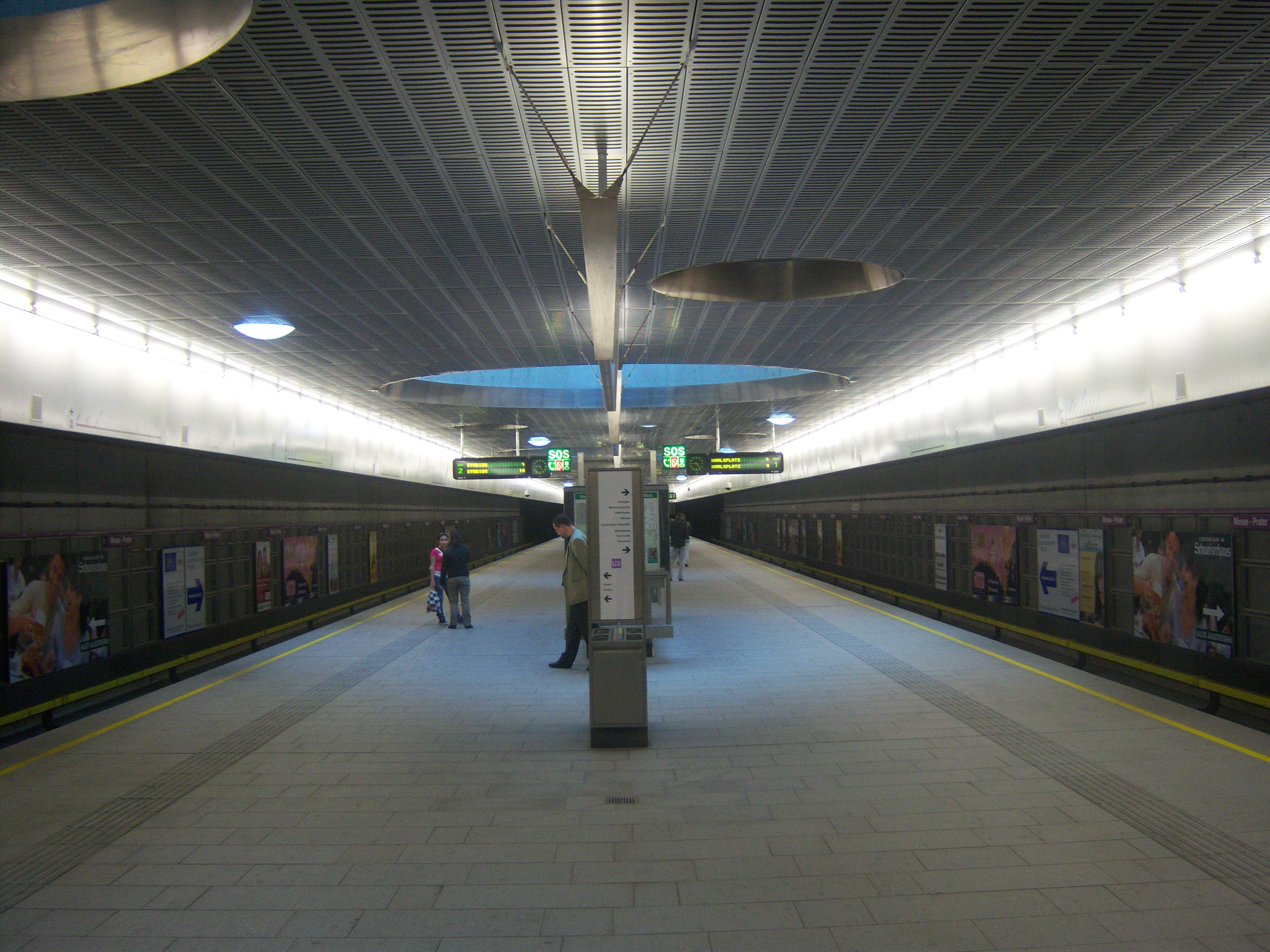
A 2008-ban átadott Messe-Prater állomás
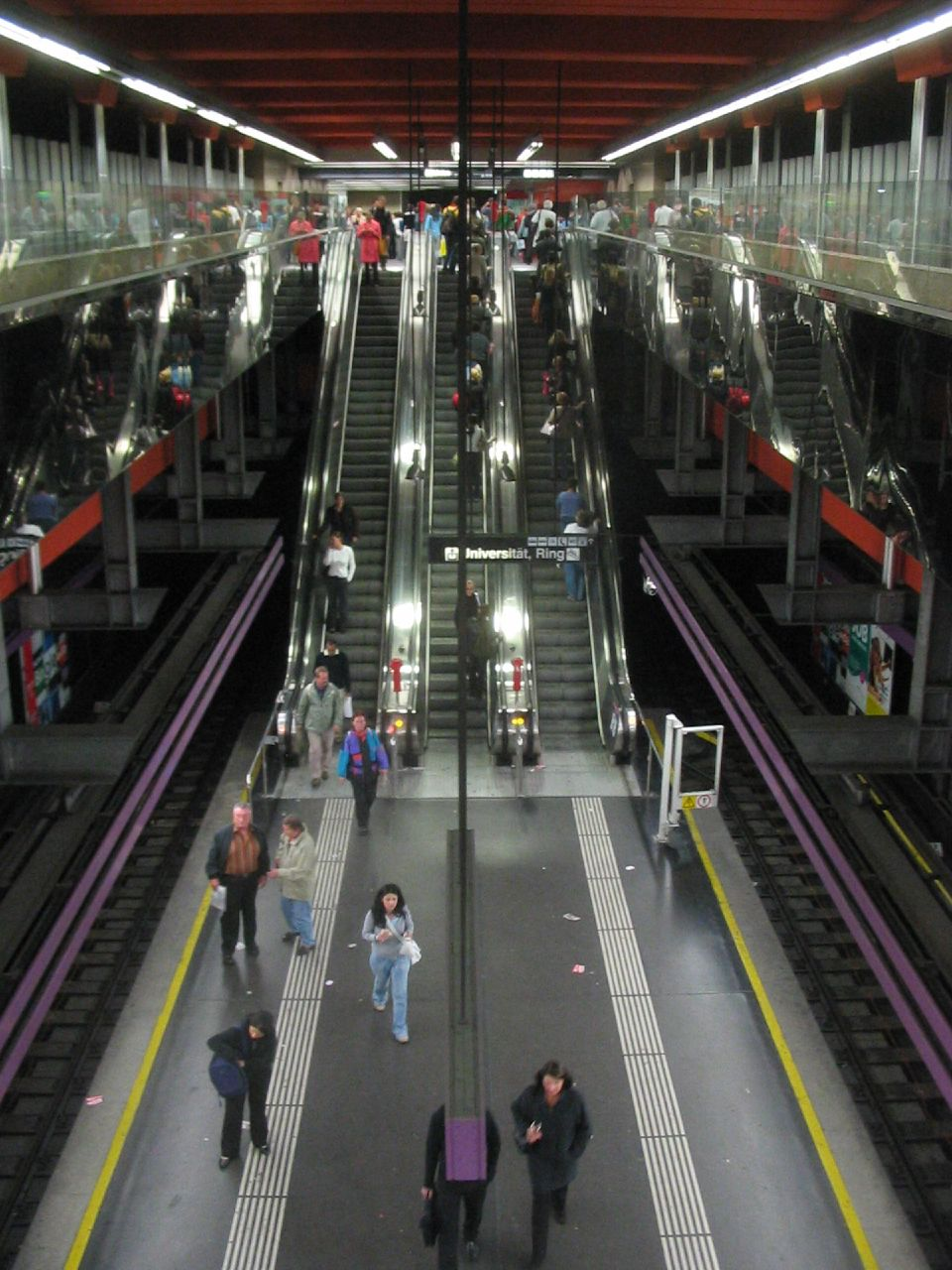
Schottentor állomás
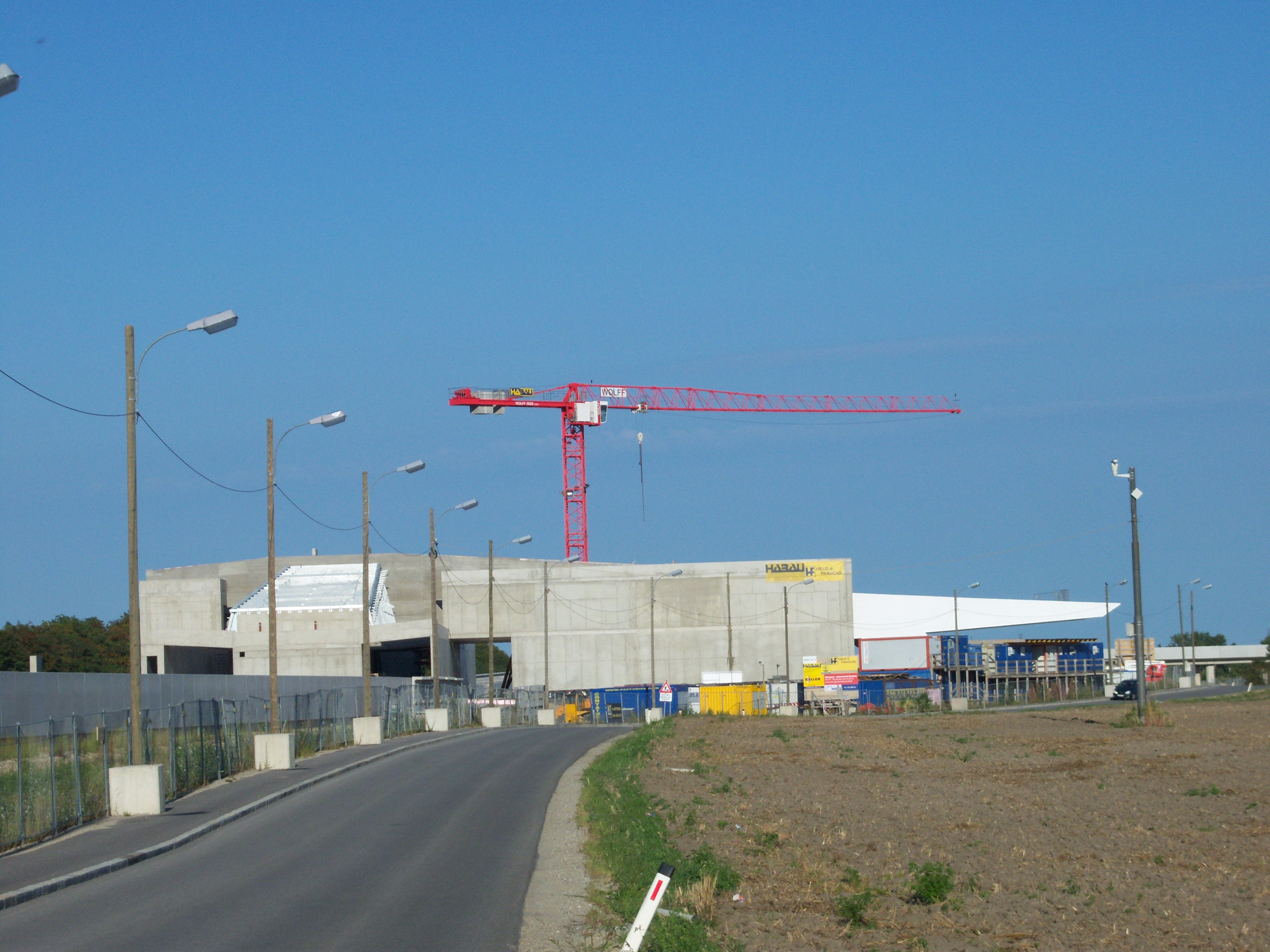
Aspernstraße állomás még épülőben

## Fordítás
- Ez a szócikk részben vagy egészben  az   U-Bahnlinie 2 (Wien) című német Wikipédia-szócikk fordításán alapul.  Az eredeti cikk szerkesztőit annak laptörténete sorolja fel. Ez a jelzés csupán a megfogalmazás eredetét és a szerzői jogokat jelzi, nem szolgál a cikkben szereplő információk forrásmegjelöléseként.